# دهستان لاریم جنوبی
دهستان لاریم جنوبی، یکی از دهستان‌های بخش لاریم شهرستان جویبار در استان مازندران ایران است. مرکز این دهستان، روستای ایزدخیل است.

## جمعیت
بر پایه سرشماری عمومی نفوس و مسکن در سال ۱۳۹۵، جمعیت دهستان لاریم جنوبی برابر با ۳٬۶۲۱ نفر بوده‌است.